# Pentelicus paliji
Pentelicus paliji is een vliesvleugelig insect uit de familie Encyrtidae. De wetenschappelijke naam is voor het eerst geldig gepubliceerd in 1979 door Khlopunov.